# إيفو ستيرن
إيفو ستيرن هو صحفي ومحامي وكاتب كرواتي، ولد في 24 ديسمبر 1889 في زغرب في كرواتيا، وتوفي في 1961 في كيافاري في إيطاليا.